# プロギング

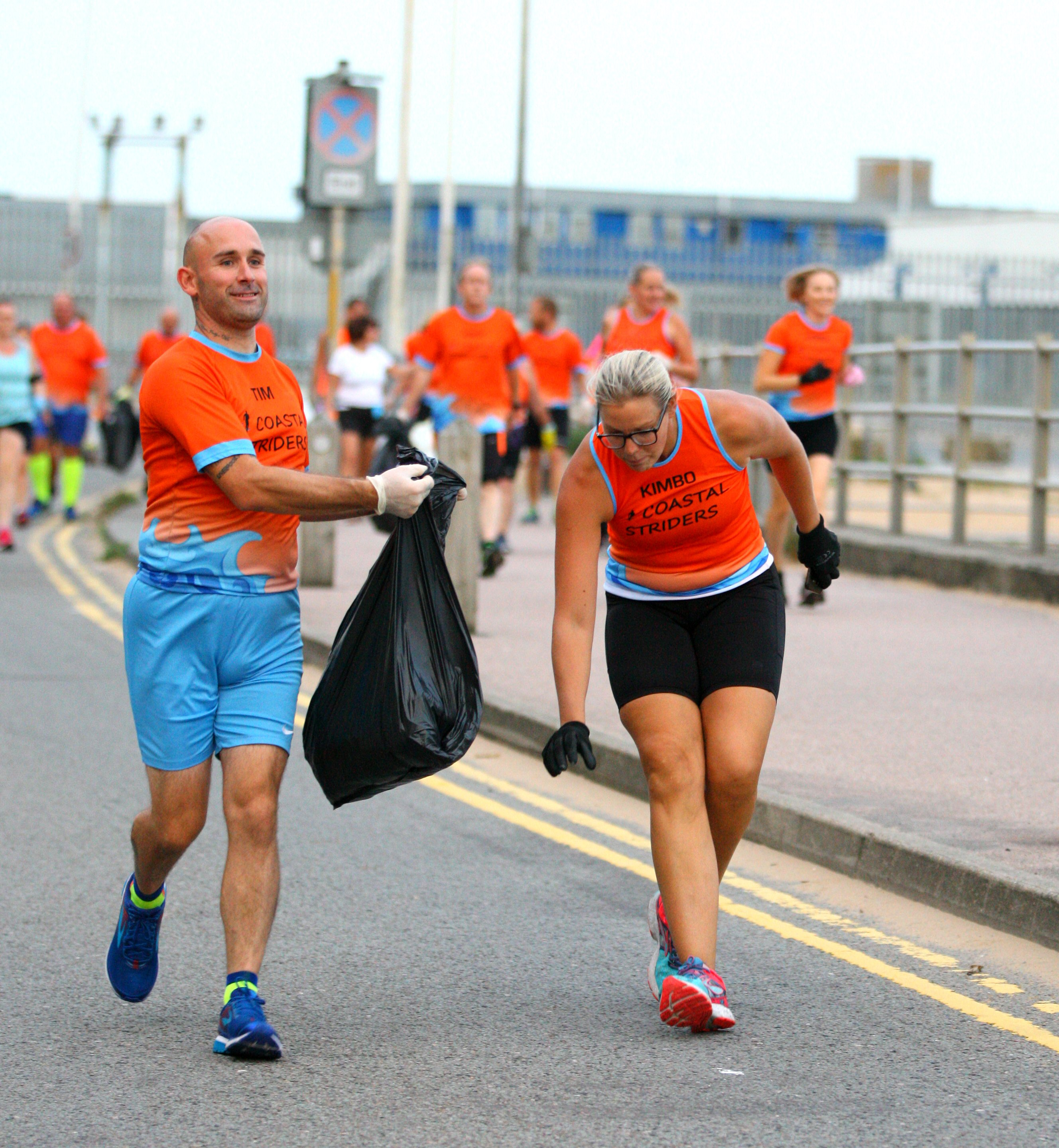
プロギング・イベントで、ゴミ袋を持ってジョギングする男性の横で、屈んでゴミを拾う女性。（イギリス・ケント州）

プロギング（英語: plogging）とは、ジョギングを行いながら、ゴミを拾うスポーツである。英語の「ジョギング（jogging）」とスウェーデン語の「拾う（plocka upp）」からできた言葉である。プロギングは、「走る、拾う、交流」の3つのポイントで成り立っている。参加者は身体を動かしながら、ゴミを拾うことで環境問題に取り組めることが特徴である。
2016年、スウェーデン人アスリートのエリック・アルストロムによって作られた。日本ではプロギングジャパンなどが活動を行っている。